# Palimna persimilis
Palimna persimilis là một loài bọ cánh cứng trong họ Cerambycidae.